# Оцхі (циклон)
Дуже жорсткий циклон шторм Оцхі , (англ. Very Severe Cyclonic Storm Ockhi) —  тропічний циклон, який пройшов на території Індії, та є найбільш інтенсивним, який проходив через Аравійське море починаючи з Циклону Мег у 2015. Третій та найсильніший шторм Тропічних циклонів півночі Індійського океану 2017 року, Оцхі виник 29 листопада, орієнтовно з району нестабільної погоди поблизу Шрі-Ланки.